# Бланшетт, Ланиен
Ланиен Бланшетт (англ. Lanien Blanchette; род. 1986) — адвокат (attorney-at-law) и политический деятель Сент-Китса и Невиса. Спикер Национального собрания с 25 октября 2022 года.

## Биография
Выросла в Саддлерсе, затем переехала в родной город отца — Кайон, где жила в течение 14 лет.
В 2008 году получила степень бакалавра по уголовному праву в колледже Монро в Нью-Йорке.
После возвращения, в 2009 году получила должность секретаря в Министерстве национальной безопасности.
В 2012 году поступила в бакалавриат в Университет Вест-Индии, кампус Кейв-Хилл на Барбадосе. Во время учёбы была заместителем председателя Ассоциации студентов Сент-Китса и Невиса, в 2014—2015 годах — спортивным председателем Юридического общества.
После окончания бакалавриата в 2015 году продолжила обучение в Юридической школе имени Нормана Мэнли в Моне на Ямайке, которую окончила в 2017 году с получением сертификата (Legal Education Certificate).
Вступила в ассоциацию юристов (St. Kitts and Nevis Bar Association). Стажировалась в прокуратуре (Attorney-General's Chambers, AGC), офисе интеллектуальной собственности (Intellectual Property Office, IPO) Министерства юстиции, офисе Директора публичных преследований (Director of Public Prosecutions).
Работала адвокатом короны (Crown Counsel — государственным обвинителем в уголовных делах) в офисе Директора публичных преследований, где до июня 2022 года вела уголовные дела в Судах магистратов и Высоком суде.
Основатель и ведущий адвокат в Blanchette Law Chambers.
На церемонии открытия 25 октября 2022 года Национального собрания, избранного по результатам парламентских выборов 5 августа, избрана спикером. Стала третьей женщиной на этой должности после Ады Мэй Эдвардс, избранной в 1978 году, ещё до независимости, после смерти Уильяма Гласфорда (William Florian Glasford; 1908—1978), и Марселлы Либурд, избранной после парламентских выборов 2004 года.
От родителей получила увлечение спортом. Участвует в спортивных мероприятиях по нетболу и футболу. Является президентом нетбольного клуба «Эйсес» (Aces Netball Club) и ярой поклонницей футбольного клуба «Кайон Рокетс».